# Да преодолееш липсата
Да преодолееш липсата (на испански: Vencer la ausencia) е мексиканска теленовела, създадена от Педро Армандо Родригес и Херардо Перес Серменьо, режисирана от Бенхамин Кан и Фернандо Несме и продуцирана от Роси Окампо за ТелевисаУнивисион през 2022 г. Това е четвъртата теленовела от франчайза Да преодолееш.
В главните роли са Ариадне Диас, Давид Сепеда, Майрин Вилянуева, Алексис Аяла, Алехандра Барос, Данило Карера и Мария Перони Гарса, а в отрицателните са Найлеа Норвинд и Лаура Кармине.

## Сюжет
Хулия, Естер, Селесте и Маргарита са четири приятелки, които се познават от дълго време и живеят в една и съща сграда. Те споделят една и съща цел – започването на малък бизнес с каравана за храна. Когато всичко върви идеално за четирите приятелки, едно случайно събитие променя живота им завинаги – караваната за храна, която те са купили от Тексас, претърпява зрелищен инцидент. При този инцидент Естер се сблъсква със злощастната загуба на Иван, нейния единствен син; Хулия – с мистериозното изчезване на Мисаел, който уж е карал караваната към град Мексико; и Маргарита, поради сериозните наранявания, причинени от инцидента, умира, оставяйки Мария дел Райо, нейната единствена 14-годишна дъщеря, сираче. От друга страна, Селесте, която е на път да сбъдне мечтата си да стане майка за първи път, е диагностицирана с амиотрофична латерална склероза, дегенеративно заболяване, което слага край на мечтата ѝ.
По подобен начин трагедията поставя приятелките в ситуация на икономическа и емоционална уязвимост, тъй като не могат да покрият дълга към своя кредитор, който се оказва човекът, когото най-малко предполагат, защото Флавия, бивша тяхна приятелка, е тази, която дава парите на Маргарита, за да купи караваната и която се възползва от слабостта на групата, за да разбие приятелството им.
След загубата на сина си, Естер се запознава с Херонимо, наскоро пристигнал от Съединените щати, който ѝ помага да се справи с болката. Хулия, получавайки подкрепа от Анхел Фунес, издирва под дърво и камък Мисаел. И освен това, докато асимилира болестта си и осъзнава, че няма да може да забременее, Селесте разбира с течение на времето, че Браулио, нейният съпруг, не е идеалният мъж, за когото го е мислила.

## Актьори
- Ариадне Диас – Хулия Миранда Чавес
- Маркос Монтеро – Мисаел Валдес
- Лаура Кармине – Ленар Рамирес
- Фелипе Нахера – Максимо Камарго
- Мариано Сория – Даниел Валдес Миранда
- Майрин Вилянуева – Естер Нориега Луна
- Давид Сепеда – Херонимо Гаридо
- Данило Карера – Анхел Фунес
- Алехандра Барос – Селесте Мачадо
- Алексис Аяла – Браулио Дуеняс
- Мариана Гарса – Маргарита Рохо
- Марилус Бермудес – Ана София Ордас
- Найлеа Норвинд – Флавия Вилчис
- Силвия Марискал – Клаудия Луна вдовица де Нориега
- Адриана Ябрес – Мирна Фунес
- Давид Остроски – Омеро Фунес
- Лаура Лус – Чепина Чавес
- Хесус Очоа – Родолфо Миранда
- Арат Акино – Робин
- Агустин Арана – Донато Хил
- Фернанда Урдапиета – Хеорхина Миранда Чавес
- Андрес Васкес – Иван Камарго Нориега
- Лука Валентини – Теодоро Камарго Вилчис
- Дани Мендоса – Ебенесер Гаридо Рамирес
- Мария Перони Гарса – Мария дел Райо Рохо
- Хосе Ремис – Самуел
- Федерико Порас – Адаир Гаридо Рамирес
- Мигел Мартинес – Ерик Санчес Видал
- Фарид Карам – Ариел
- Клаудия Алварес – Ариадна Лопес де Фалкон
- Анжелик Бойер – Рената Санчес Видал
- Паулина Гото – Марсела Дуран Брачо

## Премиера
Премиерата на „Да преодолееш липсата“ е на 18 юли 2022 г. по „Лас естреяс“. Последният 80. епизод е излъчен на 4 ноември 2022 г.
| Година | Излъчване              | Брой епизоди | Премиера    | Премиера         | Финал          | Финал            |
| Година | Излъчване              | Брой епизоди | Дата        | Зрители (в млн.) | Дата           | Зрители (в млн.) |
| ------ | ---------------------- | ------------ | ----------- | ---------------- | -------------- | ---------------- |
| 2022   | понеделник-петък 20:30 | 80           | 18 юли 2022 | 3.3              | 4 ноември 2022 | -                |

## Продукция
Теленовелата е обявена на 1 ноември 2021 г. през последната седмица на излъчване на Да преодолееш миналото. Работата по сценария започва през септември 2021 г. Записите в локация започват на 5 април 2022 г. Официалните снимки започват във форум 9 на телевизионното студио Телевиса Сан Анхел на 19 април 2022 г. Режисурата е поверена на Бенхамин Кан и Фернандо Несме, а операторската и фотографската работа – на Мануел Барахас и Алфредо Мендоса. На 17 май 2022 г. е официалното представяне на теленовелата по време на представянето на сезон 2022-23 на ТелевисаУнивисион.